# Attentat de la pizzeria Sbarro à Jérusalem
L'attentat de la pizzeria Sbarro est un attentat-suicide perpétré le 9 août 2001 à Jérusalem en Israël, qui a été revendiqué par les mouvements palestiniens du Hamas et du Djihad islamique.

## Contexte de l'attentat
Cet attentat s'est produit durant la Seconde Intifada de 2001.
Le 9 août 2001, à 14 heures, un terroriste palestinien (Izz al-Din Shuheil al-Masri) entre avec une guitare piégée dans un restaurant de Jérusalem, la pizzeria Sbarro, à l'angle très fréquenté de la rue King George (en) et de la rue Jaffa, dans le centre-ville. La fausse guitare contient des explosifs, des clous, des écrous et des boulons pour multiplier les blessures des futures victimes. Puis il fait exploser sa bombe au milieu des personnes qui déjeunaient au restaurant.
Une terroriste palestinienne (Ahlam Tamimi (en)) a personnellement transporté la bombe de 10 kg cachée dans un étui de guitare, en empruntant un taxi depuis Ramallah jusqu'à Jérusalem ; elle y a rencontré le kamikaze, et lui a remis l'objet piégé.
Les deux ont ensuite marché ensemble déguisés en touristes avec des vêtements occidentaux et parlant en anglais jusqu'au centre ville de Jérusalem. Ils se sont arrêtés à l'endroit que la terroriste a désigné comme la cible à viser. Elle a demandé au kamikaze d'attendre quinze minutes avant de faire fonctionner les explosifs, afin qu'elle ait assez de temps pour s'éloigner de la zone en toute sécurité. Elle a ensuite pris un bus de la ville.
Douze Israéliens, une Américaine, un Brésilien et un Australien sont tués, dont sept enfants et une femme enceinte, et 130 autres sont grièvement blessés dont une mère de famille qui restera dans un état végétatif permanent. Tous étaient des civils.
Une autre victime israélienne meurt en 2023 après 22 ans d'état végétatif. 
Le restaurant est totalement détruit par l'explosion.

## Réactions officielles
Israël :
- En réponse à l'attentat, Israël ferme le « Bureau des Affaires étrangères » palestinien officieux à Jérusalem[8]
- Shimon Peres, ministre des Affaires étrangères déclare que « si l'Autorité palestinienne avait agi avec la détermination nécessaire et avait mené la détention préventive des terroristes du Hamas, les meurtres d'aujourd'hui à Jérusalem auraient été évités. »[9]

 Autorité palestinienne :
- Le Hamas revendique l'attaque, présentant le terroriste sous le nom de Izzedine al-Masri[10].
- Yasser Arafat indique que l'attaque a été menée en représailles à la politique d'Ariel Sharon[10].
- Le Fatah (ar.: فتح, « Mouvement de Libération de la Palestine ») de Ramallah délivre un prix à la co-responsable, Ahlan Tamimi, « prisonnière héroïque »[11].
- Le 10 août 2011, la télévision de l'Autorité palestinienne rend hommage à Ahlan Tamimi et lui envoie ses « meilleurs vœux de fidélité »[11].

 Nations unies :
- Le Secrétaire général des Nations unies Kofi Annan a condamné l'attentat-suicide[12].

 Union européenne :
- La présidence de l'Union européenne « condamne sans réserve l’attentat survenu dans un centre commercial ce 9 août à Jérusalem » et « exprime sa plus vive indignation face à la lâcheté d’un acte dont les principales victimes sont des civils innocents[13] ».

 États-Unis :
- Le président des États-Unis George Bush qualifie l'attentat d'« acte lâche » et « enjoint au Président de l'Autorité palestinienne Arafat de condamner cette horrible attaque terroriste »[12].

 Japon :
- Dans un communiqué de presse, le gouvernement japonais se dit « choqué par l'attentat à Jérusalem du 9 août, qui a causé la mort et a blessé des civils innocents[14] ».

## Victimes
15 personnes sont mortes :
- Sept hommes et femmes :
  - une femme enceinte, l'Américaine Shoshana (Rose) Yehudit (Judy) Greenbaum Hayman, 31 ans, fille unique de ses parents[2],[15] ; Mordechai (Moti) Raphaël Schijveschuurder, 43 ans[16] et son épouse, la thérapeute pour enfants sourds Tzira (Dura) Friedman Schijveschuurder, 41 ans[17], d'origine néerlandaise et descendants de survivants de Bergen Belsen et Theresienstadt[18],[19],[20] ; l'étudiant Zvika Golombek, 26 ans[21] ; la jeune serveuse, Tehila Maoz, 18 ans[22] ; Frieda Mendelsohn, 62 ans[23] ; la nouvelle émigrante de Georgie et médecin, Lily Shimashvili, 33 ans[24] ; le Brésilien Giora Balash, 60 ans[25].
- Huit enfants et adolescents sont morts :
  - Hemda Schijveschuurder, 2 ans[26] ; l'entrant en maternelle, Avraham Yitzhak Schijveschuurder, 4 ans[27] ; la nouvelle émigrante de Georgie Tamara Shimashvili, 8 ans[28] ; la collégienne Ra'aya Schijveschuurder, 14 ans[19],[29],[20]; la musicienne et bénévole australienne Malka Chana (Malki) Roth, 15 anst[3],[30],[31] ; son amie, Michal Raziel, 16 ans[3],[32] ; la jeune sœur de Miriam, l'écolière Yocheved Shoshan, 10 ans[19],[33], a été enterrée le soir même[2].

130 personnes ont été blessées, dont :
- une mère de famille, Chana Nachenberg[2], 31 ans, qui restera dans un état végétatif permanent[5],[34],[19]. Chana Nachenberg succombe le 31 mai 2023 à ses blessures après 22 ans de coma.
- une adolescente Miriam Shoshan, 15 ans, sœur de Yosheved morte dans l'attentat, est brûlée à 40 % au troisième degré, avec 60 clous dans son corps, la rate explosée et un trou dans la cuisse[2]

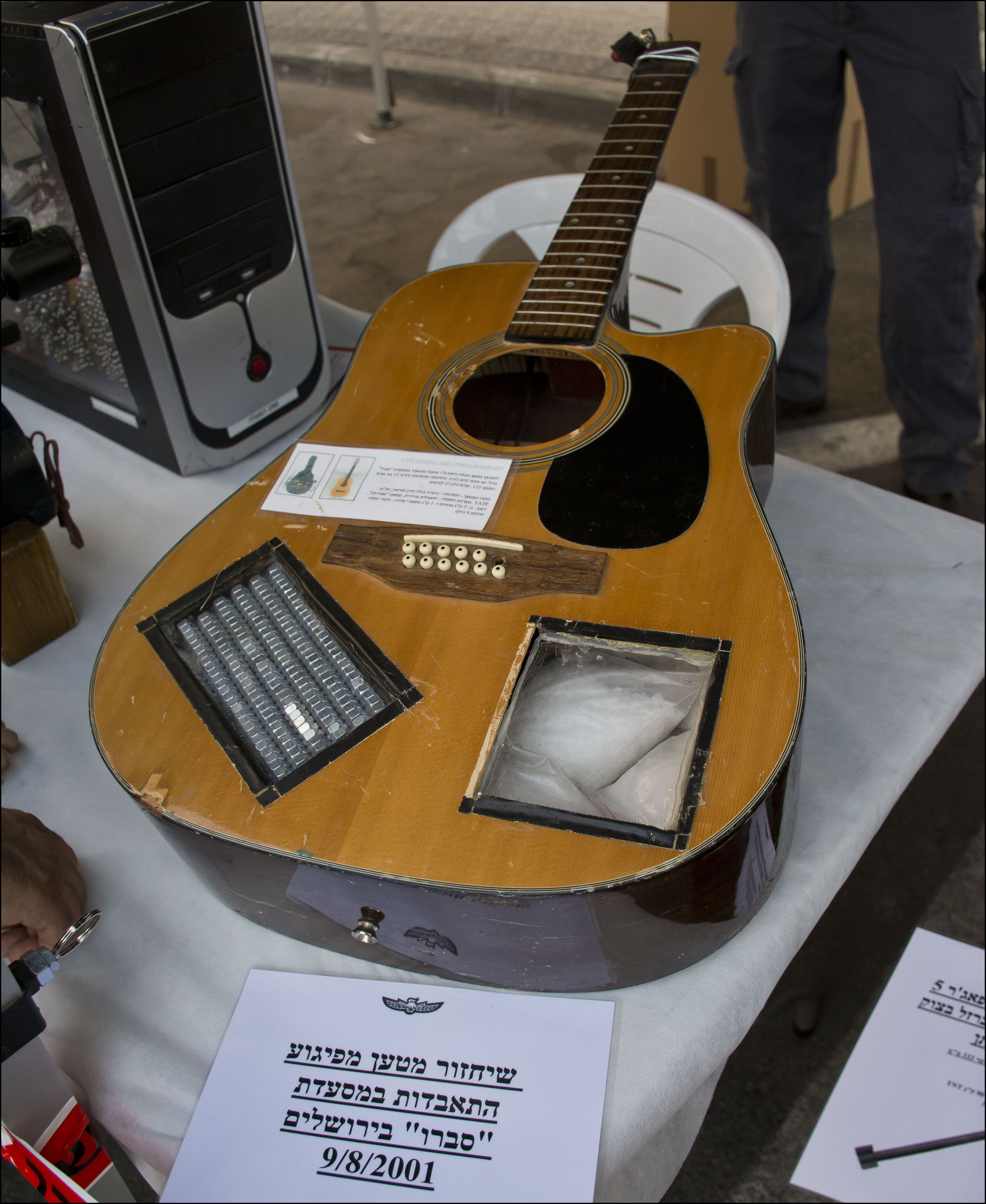
Modèle de la guitare-bombe utilisée dans l'attentat-suicide palestinien de la pizzeria Sbarro en 2001.

- Flora Balash

## Responsabilités
L'attentat-suicide a été revendiqué par deux organismes : le Hamas et le Mouvement du Jihad islamique palestinien.
Des membres de la famille Tamimi ont été impliqués dans cet attentat, notamment Ahlan Tamimi,, 20 ans, recrutée par le mouvement islamique Hamas, étudiante à Bir Zeit et journaliste à temps partiel, qui a transporté la bombe de Ramallah à Jérusalem et a ciblé la pizzeria Sbarro. Elle avait précédemment déjà tenté de commettre un attentat en déposant une bombe (qui n'a pas explosé) dans une poubelle publique d'un centre commercial en Israël.
Lui-même fils d'un restaurateur et d'une famille propriétaire terrienne aisée à Aqaba en Jordanie, le kamikaze qui s'est fait exploser avec sa bombe avait 22 ans et s'appelait Izz al-Din Shuheil al-Masri (ar. عز الدين شهيل المصري).
L'artificier est un Koweitien de 22 ans qui a rejoint la Cisjordanie et la cause palestinienne, (en) Abdallah Barghouti (en) (parent de Marwan Barghouti). Commandant de la branche armée du Hamas, il est planificateur et faiseur de plusieurs bombes ayant tué des dizaines de civils en Israël et blessé des centaines d'autres lors de plusieurs attentats dont celui de Sbarro. Il a été arrêté en 2001 puis en mars 2003 ; il est emprisonné à vie. Comme Ahlan Tamimi et d'autres terroristes en prison, il perçoit une indemnité récurrente de la part de l'Autorité palestinienne, le temps de son incarcération,.
Ahlan Tamimi a choqué l'opinion publique israélienne quand interviewée et filmée plus tard, elle s'est réjouie du nombre élevé de victimes et a souri quand il a été fait allusion aux enfants tués à la pizzeria (elle pensait qu'il n'y en avait eu que trois),. Elle a dit ne pas regretter son action et serait prête à la refaire,.
Sous le coup de seize chefs d'accusation, emprisonnée à perpétuité par la suite,, Ahlam Tamimi (en)a été libérée le 18 octobre 2011 lors des accords d'échange pour la libération de l'otage Guilad Shalit (un millier de prisonniers palestiniens libérés contre lui),, et vit actuellement en Jordanie.

## Attentat-suicide artistique et culturel
Un mois après cet attentat meurtrier et pour fêter le premier anniversaire de l'intifada palestinienne en 2001, l'université An-Najah dans la ville de Naplouse en Cisjordanie organise une exposition présentant une reconstitution de l'attentat-suicide à la pizzeria Sbarro de Jérusalem, avec des tables cassées, du faux sang, de faux cadavres déchiquetés, des morceaux de corps et de chair éparpillés, etc. L'installation comprend aussi un portrait du kamikaze tenant un Coran et un fusil, sous lequel on peut lire « Qassami Pizza est plus délicieux » - allusion aux brigades militaires terroristes Ezzedine al-Qassam du Hamas et aux roquettes palestiniennes Qassam. À l'extérieur de l'exposition artistique, une peinture murale dépeint également l'explosion au restaurant Sbarro.
Différentes autorités ou personnalités juives sont choquées par cette exposition et protestent en pointant du doigt le dirigeant palestinien d'alors, Yasser Arafat.
Le chef des étudiants islamistes, Alas Hmeidan, affirme que c'est « un moyen d'exercer des représailles contre les massacres commis par Israël ». Yasser Arafat, ferme l'exposition artistique et déclare par son porte-parole que ses responsables seront réprimandés.